# Newark (Delaware)
Pour les articles homonymes, voir Newark.
Newark est une ville du comté de New Castle dans l'État du Delaware, aux États-Unis.
La ville a été fondée en 1694 par des colons presbytériens de l'Ulster. Elle bénéficie d'une charte officielle signé du roi Georges II en 1758.
La ville s'est surtout développée après la Seconde Guerre mondiale passant de 4 502 habitants en 1940 à 31 454 au recensement de 2010. Elle est le siège de l'université du Delaware.

## Démographie
| 1860 | 1870 | 1880  | 1890  | 1900  | 1910  |
| ---- | ---- | ----- | ----- | ----- | ----- |
| 787  | 915  | 1 148 | 1 191 | 1 213 | 1 913 |

| 1920  | 1930  | 1940  | 1950  | 1960   | 1970   |
| ----- | ----- | ----- | ----- | ------ | ------ |
| 2 183 | 3 899 | 4 502 | 6 731 | 11 404 | 21 298 |

| 1980   | 1990   | 2000   | 2010   | - | - |
| ------ | ------ | ------ | ------ | - | - |
| 25 247 | 25 098 | 28 547 | 31 454 | - | - |

## Personnalités liées à Newark
Álvaro Saieh, économiste chilien et sa femme, l'architecte Ana Guzmán conservent la collection Alana dans leur résidence de Newark.